# Mesochorus sulphuripes
Mesochorus sulphuripes là một loài tò vò trong họ Ichneumonidae.